# Председништво АСНОМ-а
Председништво Антифашистичког собрања народног ослобођења Македоније (АСНОМ) образовано је 2. августа 1944. године током Првог заседања АСНОМ-а у старој воденици (објекат више не постоји) која се налазила у околини манастира Прохор Пчињски. На Првом задесању је одлучено између осталог да је АСНОМ врховно законодавно и извршно представничко тело и највиши орган државне власти у демократској Македонији.
На Другом заседању АСНОМ-а одржаном од 28. до 30. децембра 1944. године у Скопљу је изабран нов састав Председништва АСНОМ-а.
На Трећем заседању АСНОМ-а одржаном од 14. до 16. априла 1945. године у Скопљу, основана је Влада Федералне Македоније на челу са Лазаром Колишевским, Председништво АСНОМ-а је постало Предсеништво Народног собрања (скупштине) Македоније, а АСНОМ је постао Народно собрање Македоније. За првог предесдника Владе тада је изабран Лазар Колишевски.

## Састав Председништва

### Прво заседање АСНОМ-а
| Функција                                      | Слика | Име и презиме          | Странка        | Детаљи               |
| --------------------------------------------- | ----- | ---------------------- | -------------- | -------------------- |
| председник                                    |       | Методије Андонов Ченто | КП Југославије |                      |
| први потпредседник и повереник за информације |       | Панко Брашнаров        | КП Југославије |                      |
| други потпредседник                           |       | Емануел Чучков         | КП Југославије |                      |
| секретари                                     |       |                        |                |                      |
| први секретар                                 |       | Љупчо Арсов            | КП Југославије |                      |
| други секретар                                |       | Владимир Полежиноски   | КП Југославије | до 3. новембра 1944. |
| повереници                                    |       |                        |                |                      |
| повереник за унутрашње послове                |       | Кирил Петрушев         | КП Југославије |                      |
| повереник за образовање                       |       | Епаминонда Поп Андонов | КП Југославије |                      |
| повереник за народну економију и обнову       |       | Лазар Соколов          | КП Југославије |                      |
| повереник за финансије                        |       | Благоја Фотев          | КП Југославије |                      |
| повереник за саобраћај и изградњу             |       | Страхил Гигов          | КП Југославије |                      |
| повереник за социјалну политику               |       | Ацо Петровски          | КП Југославије |                      |
| повереник за правосуђе                        |       | Петре Пирузе           | КП Југославије |                      |

### Друго заседање АСНОМ-а
| Функција                             | Слика | Име и презиме          | Странка        | Детаљи |
| ------------------------------------ | ----- | ---------------------- | -------------- | ------ |
| председник                           |       | Методије Андонов Ченто | КП Југославије |        |
| први потпредседник                   |       | Лазар Колишевски       | КП Југославије |        |
| други потпредседник                  |       | Неџат Аголи            | КП Југославије |        |
| секретари                            |       |                        |                |        |
| први секретар                        |       | Борис Спиров           | КП Југославије |        |
| други секретар                       |       | Епаминонда Поп Андонов | КП Југославије |        |
| повереници                           |       |                        |                |        |
| повереник за унутрашње послове       |       | Кирил Петрушев         | КП Југославије |        |
| повереник за финансије               |       | Киро Глигоров          | КП Југославије |        |
| повереник за индустрију и занатство  |       | Страхил Гигов          | КП Југославије |        |
| повереник за трговину и снабдевање   |       | Кирил Миљовски         | КП Југославије |        |
| повереник за образовање              |       | Димитар Стојанов Мире  | КП Југославије |        |
| повереник за правосуђе               |       | Петре Пирузе           | КП Југославије |        |
| повереник за изградњу народне власти |       | Никола Минчев          | КП Југославије |        |
| повереник за шумарство и рударство   |       | Мире Анастасов         | КП Југославије |        |
| повереник за пољопривреду            |       | Благоја Фотев          | КП Југославије |        |
| повереник за социјалну политику      |       | Ацо Петровски          | КП Југославије |        |
| повереник за јавно здравље           |       | Стерјо Боздов          | КП Југославије |        |
| повереник за саопштења и изградњу    |       | Георги Василев         | КП Југославије |        |